# Eline Berings
Eline Berings, född den 28 maj 1986 i Gent, är en belgisk friidrottare som tävlar i häcklöpning.
Berings blev 2005 europamästare på 100 meter häck för juniorer. Under 2006 deltog hon vid EM i Göteborg och blev då utslagen i försöken på 100 meter häck. Vid inomhus EM 2007 var hon i final på 60 meter häck men slutade på en åttonde plats. Samma år deltog hon vid VM i Osaka men blev åter utslagen redan i försöken.
Hennes stora genombrott kom när hon vid inomhus-EM 2009 vann guld på 60 meter häck på tiden 7,92.